# Karl Ludvig Fredrik av Mecklenburg-Strelitz
Karl Ludvig Fredrik av Mecklenburg-Strelitz, född 23 februari 1708 i Strelitz, död 5 juni 1752 i Mirow, var en tysk prins.

## Biografi
Prins Karl var andre son till regerande hertig Adolf Fredrik II av Mecklenburg-Strelitz. Karl bodde med sin familj i slottet i Mirow tills han dog vid 44 års ålder.
Hans äldre bror Adolf Fredrik III efterträdde deras far 1708, men dog i december 1752 utan manlig arvinge. Eftersom Karl hade dött några månader tidigare, blev hans son Adolf Fredrik (IV) näste regerande hertig av Mecklenburg-Strelitz.

## Familj
Karl gifte sig 5 februari 1735 i Eisfeld med prinsessan Elisabeth Albertina av Sachsen-Hildburghausen (1713-1761), dotter till Ernst Fredrik I av Sachsen-Hildburghausen. Hon regerade i sin sons ställe 1752 och spelade en stor roll i kampen om tronen vid den här tiden.
De fick tio barn varav sex stycken överlevde spädbarnsåldern:
- Christiane av Mecklenburg-Strelitz (1735 - 1794).
- Karoline av Mecklenburg-Strelitz (22 december, 1736).
- Adolf Fredrik IV av Mecklenburg-Strelitz (1738 - 1794). (ogift)
- Elizabeth Christine av Mecklenburg-Strelitz (1739 - 1741).
- Sophie Louise av Mecklenburg-Strelitz (1740 - 1742).
- Karl II av Mecklenburg-Strelitz (1741 - 1816), far till Louise av Mecklenburg-Strelitz.
- Ernst Gottlob Albert av Mecklenburg-Strelitz (1742 - 1814).
- Charlotte av Mecklenburg-Strelitz (1744 - 1818). gift med  Georg III av Storbritannien.
- Gotthelf av Mecklenburg-Strelitz (29 oktober - 31 oktober 1745).
- Georg August av Mecklenburg-Strelitz (1748 - 1785).